# فرنسيسكو غيريرو
فرنسيسكو غيريرو (بالإنجليزية: Francisco Guerrero)‏ هو سياسي أمريكي، ولد في 1811 في تبيك في المكسيك، وتوفي في 13 يوليو 1851.